# ديربي محافظة الشرقية
ديربي الشرقية هو المباراة التي تجمع بين فريقي نادي الشرقية ونادي فاقوس، وهما الناديان الأكثر شعبية في محافظة الشرقية بمصر. تُعد هذه المباريات بطولة بغض النظر عن مراكز الفريقين خاصة في بطولة الدوري، وتكون مليئة بالحماس والإثارة سواء من اللاعبين أو من الجمهور، غير أنها وبعكس غالبية الديربيات تتميز بدرجة ملحوظة من الوفاق بين جماهير الفريقين بحكم شعورهما بالانتماء لنفس المنطقة الجغرافية والتاريخ المشترك والصلات الاجتماعية الوثيقة التي تربط بين مدينتي الزقازيق وفاقوس.